# Григорьева, Антонина Андреевна
Антонина Андреевна Григорьева — советский хозяйственный и государственный деятель. Лауреат Государственной премии СССР за выдающиеся достижения в труде.
Член КПСС. Делегат XXV съезда КПСС.

## Биография
Родилась в 1936 году в Костромской области.
В 1960—1991 — подсобная рабочая, птичница-оператор птицефабрики «Невская» города Ленинграда.
За увеличение валового производства высококачественной продукции животноводства на основе применения прогрессивной технологии, изыскания и использования внутренних резервов была в составе коллектива удостоена Государственной премии СССР за выдающиеся достижения в труде 1980 года.
Жила в Санкт-Петербурге.

## Награды
- Орден Ленина
- Орден Октябрьской Революции
- Орден Трудового Красного Знамени